# Ottestrup Sogn
Ottestrup Sogn er et sogn i Slagelse-Skælskør Provsti (Roskilde Stift).
I 1800-tallet var Ottestrup Sogn anneks til Sorterup Sogn. Begge sogne hørte til Slagelse Herred i Sorø Amt. Sorterup-Ottestrup sognekommune gik med i Vestermose Kommune, der i 1966 blev dannet nordøst for Slagelse. Men den var for lille og blev ved selve kommunalreformen i 1970 indlemmet i Slagelse Kommune.
I Ottestrup Sogn ligger Ottestrup Kirke.
I sognet findes følgende autoriserede stednavne:
- Dævidsrød (bebyggelse, ejerlav)
- Firhuse (bebyggelse)
- Frederikslund (bebyggelse)
- Gartnervangen (bebyggelse)
- Langrøre (bebyggelse)
- Lille Frederikslund (ejerlav, landbrugsejendom)
- Ottestrup (bebyggelse, ejerlav)
- Skovsø (bebyggelse, ejerlav)
- Skovsø Lillevang (bebyggelse)
- Treskelskov (areal)
- Vedbynørre (bebyggelse, ejerlav)
- Vedbysønder (bebyggelse, ejerlav)